# میرندا (کالیفرنیا)
میرندا (به انگلیسی: Miranda) یک منطقهٔ مسکونی در ایالات متحده آمریکا است که در شهرستان هامبولت، کالیفرنیا واقع شده‌است. میرندا ۳٫۸۸۴ کیلومتر مربع مساحت و ۵۲۰ نفر جمعیت دارد و ۱۰۷ متر بالاتر از سطح دریا واقع شده‌است.